# 船頭平閘門
座標: 北緯35度7分55.5秒 東経136度40分48.9秒 / 北緯35.132083度 東経136.680250度

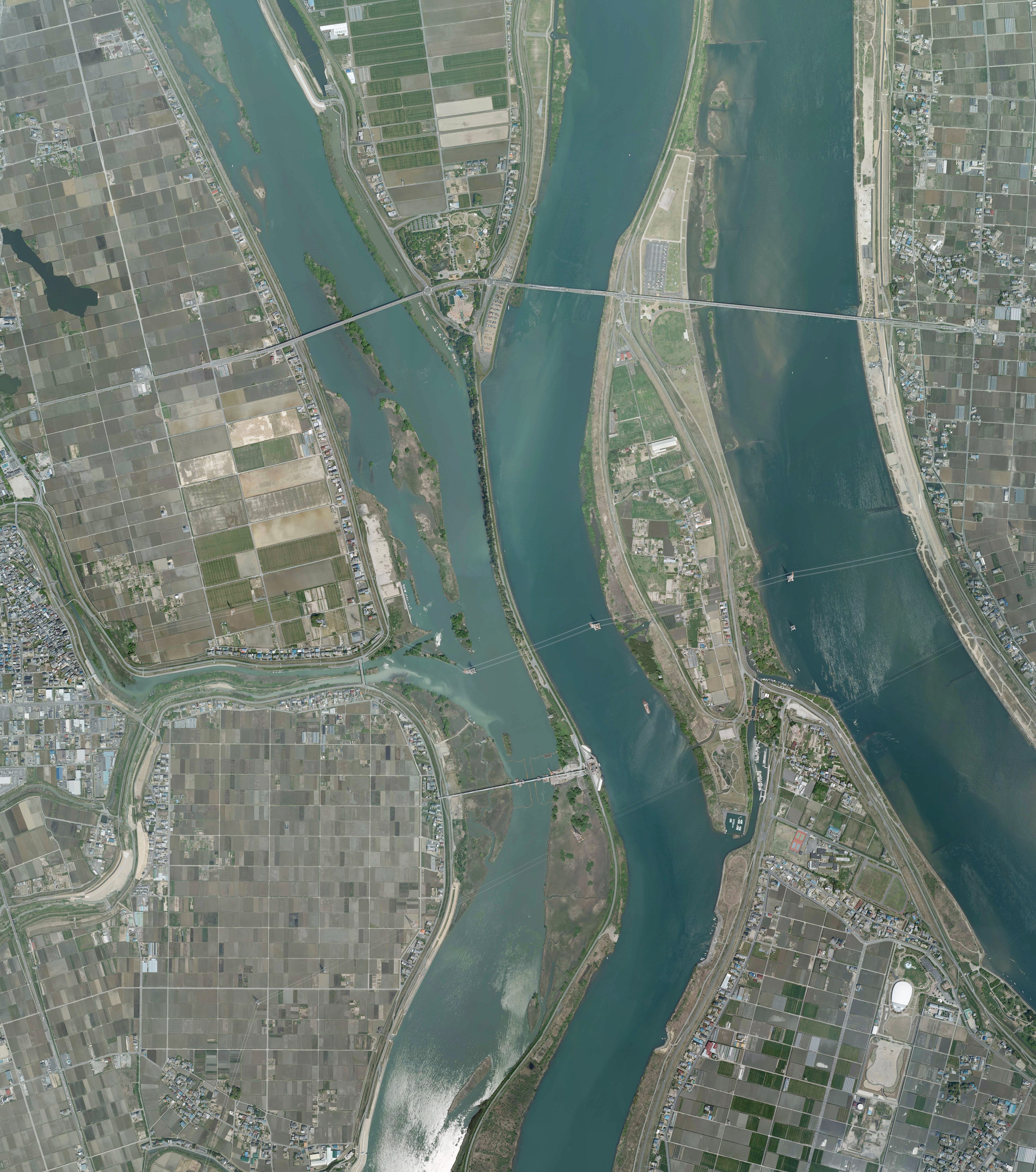
油島締切堤周辺の航空写真。やや東側に位置するのが福原で、福原の南東部に船頭平閘門がある。。2009年4月撮影の12枚を合成作成。

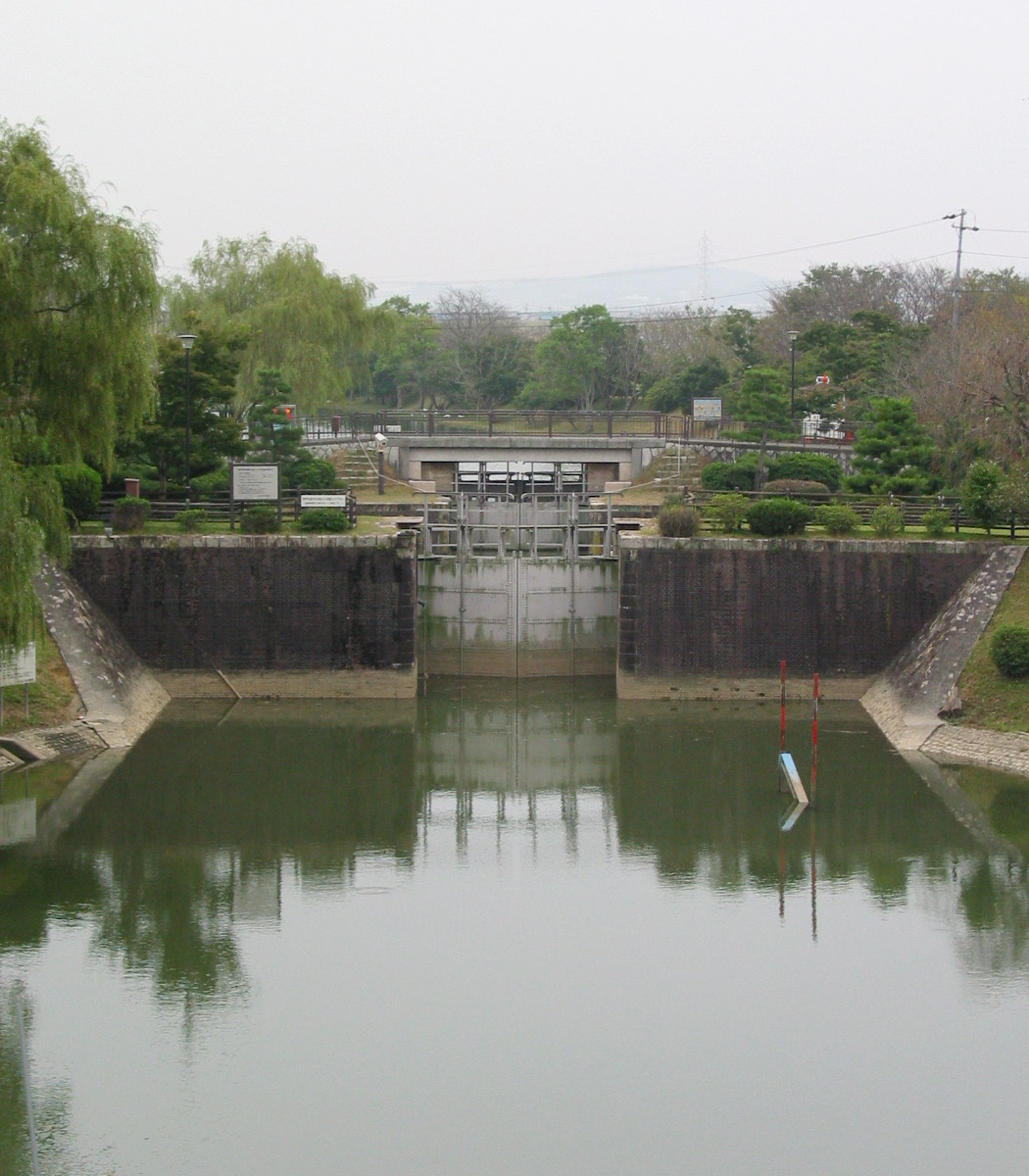
船頭平閘門

船頭平閘門（せんどうひらこうもん、せんどひらこうもん）は、愛知県愛西市立田町福原にある木曽川と長良川の間をつなぐ閘門である。

## 概要

### 歴史
木曽川・長良川・揖斐川の木曽三川は下流域で合流・分岐を繰り返して網目にように流れており、大雨のたびに洪水が発生しては流れが変わるなど災害が絶えなかった。江戸時代に数度の治水工事が実施されるが抜本的な改善には至らず、明治時代にはいると最新土木技術を用いた治水工事を求める声が強まる。
明治政府は1877年（明治10年）にお雇い外国人のヨハニス・デ・レーケを派遣して三川の完全分流を目指すことになるが、これに伴って三川やその派川を通じて水路で繋がっていた地域間が河口地域まで迂回する必要が生じることとなり、橋もほとんどなかったため物資輸送などの面で支障が出ることが予想された。そのため当初計画から閘門を設けることが検討されていたものの場所は未定で、鰻江川や青鷺川との比較検討ののちに船頭平への設置が決定され、第2期工事中の1899年（明治32年）に着工、第3期工事中の1902年（明治35年）に完成した。施工費用は13.6万円の予算であったが、完成までに15.4万円に増大しており、増額の大部分は排水費用であった。

船頭平閘門周辺の地形の変遷。黄着色部は「福原新田」で、木曽川と長良川を結ぶ細い水路のうち福原新田付近の堤防狭窄部に閘門が設置されている。現在は閘門周辺が公園として整備されている。

閘門の構造は門扉を支える閘頭部分が煉瓦造、舟の接触が考えられる箇所や門扉と接する部分に花崗岩を積んでいる。閘室内は床は石張り、壁は木製の矢板打ちで上部は間知石積となっていた。閘門の全長は56.3メートル、閘室内は当時の舟の大きさを考慮して長さ23.9メートル、幅5.6メートル。
木曽川と長良川の水位は通常木曽川側が高く年間平均水位差は35センチメートル、最大水位差は月平均で54センチメートル、最小水位差は8センチメートルであった。当初設計では木曽川側・長良川側ともに2対の閘門扉の予定であったが、長良川側の水位が高くなる頻度は少ないと考えられ、この間は通閘停止しても影響が少ないとの判断から、完成時は長良川側は1対のみであった。しかし実際に運用すると長良川側の水位が高くなる頻度が予想より多く、通閘に支障が出ることから1909年（明治42年）に長良川側の扉も2対に増設された。
完成翌年1903年（明治36年）の利用は操作回数5833回・通航船舶27169艘・筏5569枚という実績を記録しているが、1952年（昭和27年）を最後に筏の通航はなく、近年は年間600～700隻の大部分をレジャーボートが占めている。

### 改修と公園整備
1994年（平成6年）にはそれまでの手動から電動への近代化・改修工事が行われた。2000年（平成12年）5月には明治期に建設されて現在でも使用されている貴重な閘門であるということで重要文化財に指定された。周辺一帯は1987年（昭和62年）10月に開設された国営木曽三川公園中流部の一翼を担う船頭平河川公園として整備され、木曽三川の治水工事に関する情報公開の拠点として木曽川文庫が設置された。公園内には、改修工事前の水門扉の展示や、明治の三川分流工事に功績のあったヨハニス・デ・レーケ像がある。

## 木曽川文庫
木曽川文庫（きそがわぶんこ）は、船頭平閘門管理所の2階にある文庫である。木曽川治水百周年事業の一環として1987年（昭和62年）10月8日に開設された。施設の床面積は約170m2で、書籍や資料を所蔵する書架コーナーのほか、閲覧コーナーや資料の展示コーナーを備える。所蔵点数は約4,500点で、明治改修までの資料を中心としている。

## ギャラリー
- 水位表示（上）と水門扉の作動表示（下）
- 旧水門扉（1994年まで使用していたもの）
- 船頭平閘門管理所（木曽川文庫）